# Vatten
För andra betydelser, se Vatten (olika betydelser).
Vatten är en på jorden allmänt förekommande kemisk förening, bestående av väte och syre, som är nödvändig för allt känt liv. Det vetenskapliga namnet är divätemonoxid eller diväteoxid (se även diväteoxidbluffen). Det latinska namnet aqua används ofta i bland annat innehållsförteckningar till kemiska och kosmetiska produkter.

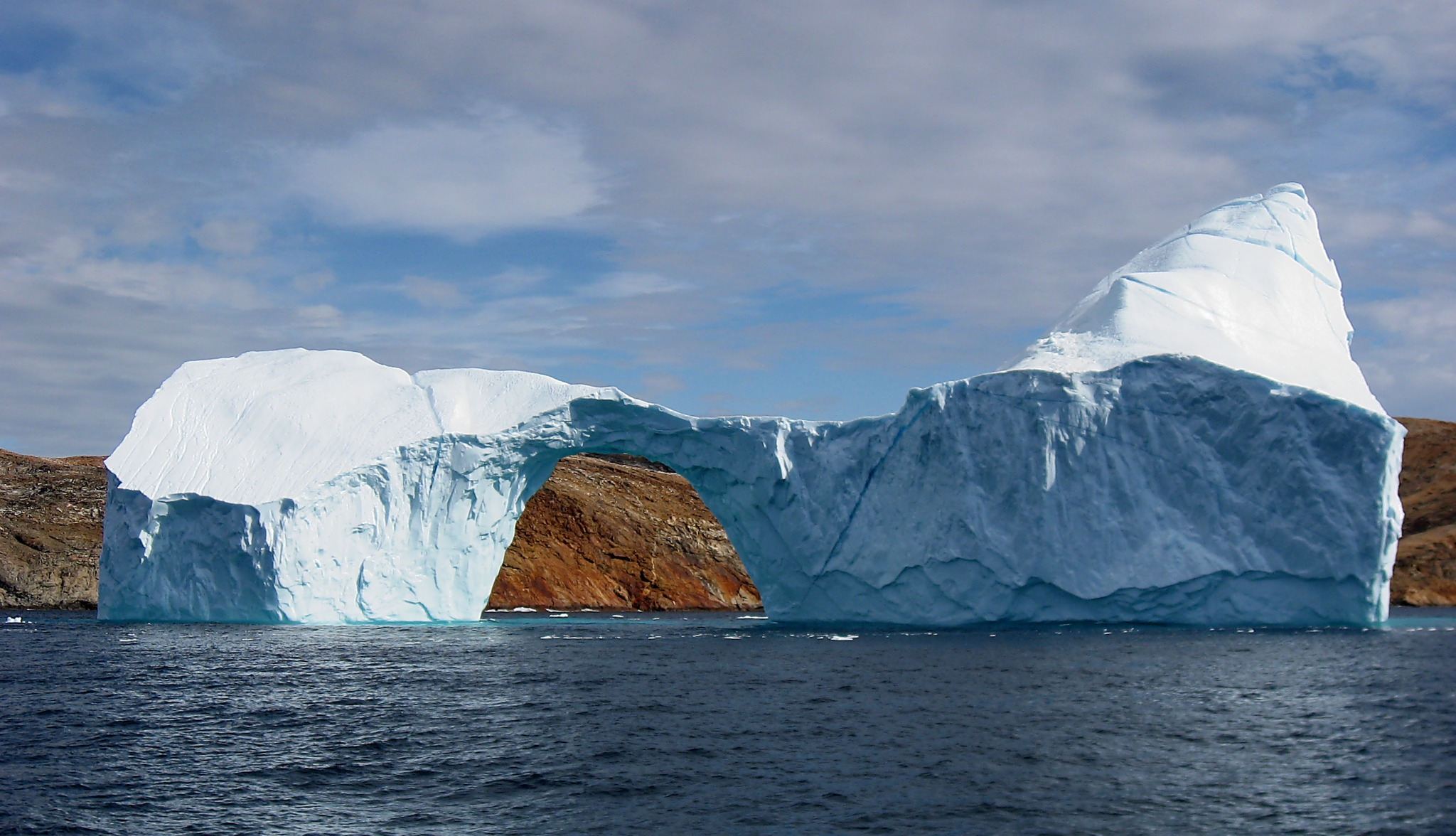
Vatten i tre aggregationstillstånd: Gas (osynlig vattenånga i luften), vätska (havsvatten och aerosol i molnen), fast form (i isberget).

Modell av en vattenmolekyl (H_{2}O).

Till vardags menar man med "vatten" bara dess flytande aggregationstillstånd, men vatten förekommer även i fast form, som is, och i gasform, som vattenånga. Vatten täcker 70 % av jordytan. På jorden återfinns den största delen i akviferer och 0,001 % i atmosfären som ånga, moln (består av fasta och flytande vattenpartiklar), och nederbörd. Oceanerna innehåller 97 % av ytvattnet, glaciärer och polarisar 2,4 % och andra ytvattensamlingar, som floder, sjöar och dammar 0,6 %.
Vattnet på jorden rör sig kontinuerligt genom ett vattenkretslopp som består av avdunstning eller transpiration (evapotranspiration), nederbörd och ytavrinning, som vanligtvis når havet.
Rent, färskt dricksvatten är nödvändigt för människan och andra livsformer. Tillgången till säkert dricksvatten har ökat stadigt och avsevärt de senaste decennierna i nästan alla världens delar. Det finns ett tydligt samband mellan tillgång till rent vatten och BNP per capita. Några observatörer har dock beräknat att mer än hälften av jordens folkmängd kommer att drabbas av vattenbaserad sårbarhet år 2025. En rapport från november 2009 menar att vattenbehovet kommer överstiga tillgången med 50 % i några utvecklingsregioner år 2030. Vatten spelar en viktig roll i världsekonomin. Det fungerar som ett lösningsmedel för ett antal olika kemikalier och underlättar industriell nedkylning och transport. Omkring 70 procent av färskvattnet går till jordbruket.

## Kemiska och fysikaliska egenskaper

Modell som visar vätebindningar (1) mellan vattenmolekyler.

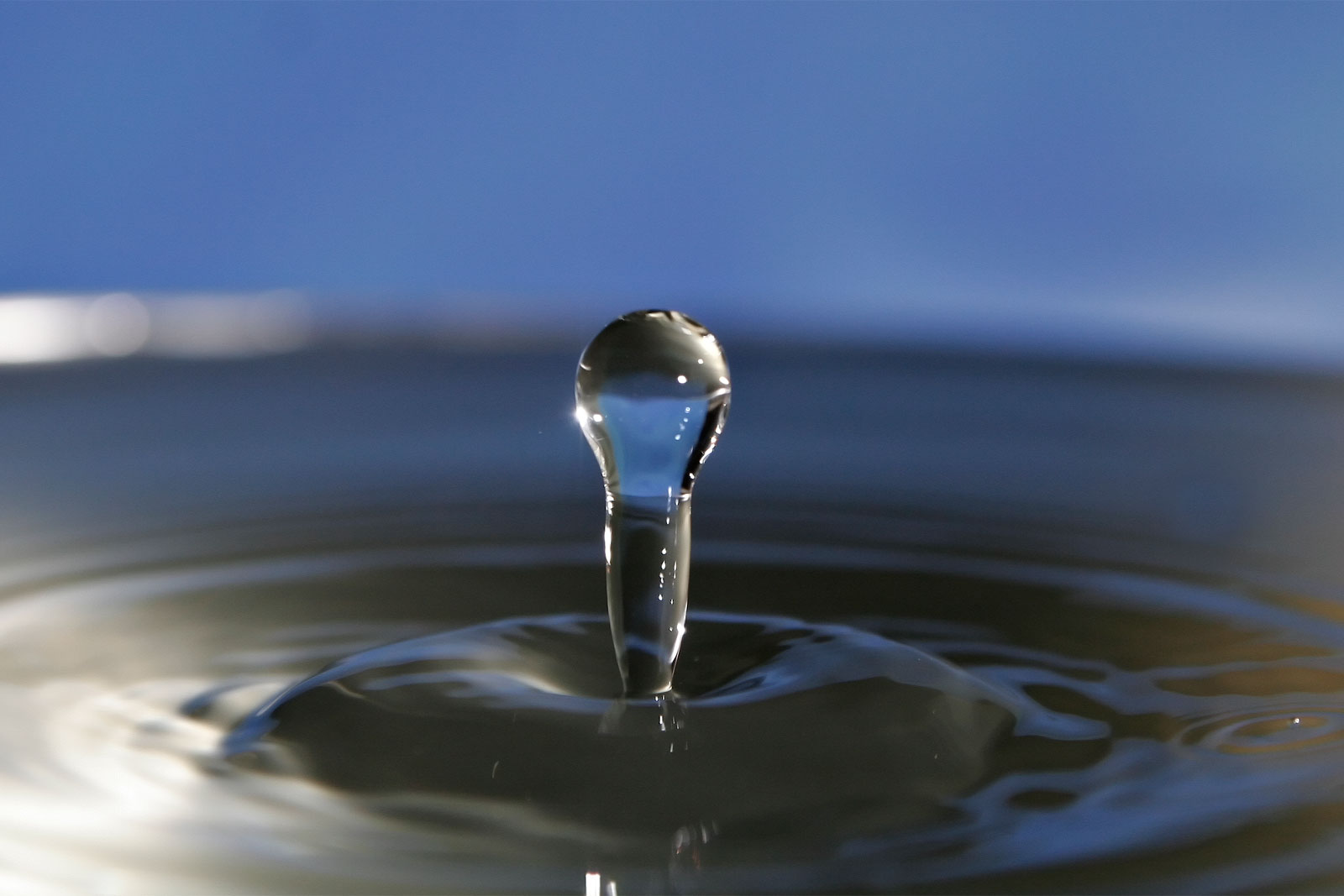
Vattendroppens nedslag orsakar en uppåtgående studs som fortfarande omges av kapillärvågor.

Ytspänning för vatten som funktion av temperaturen.

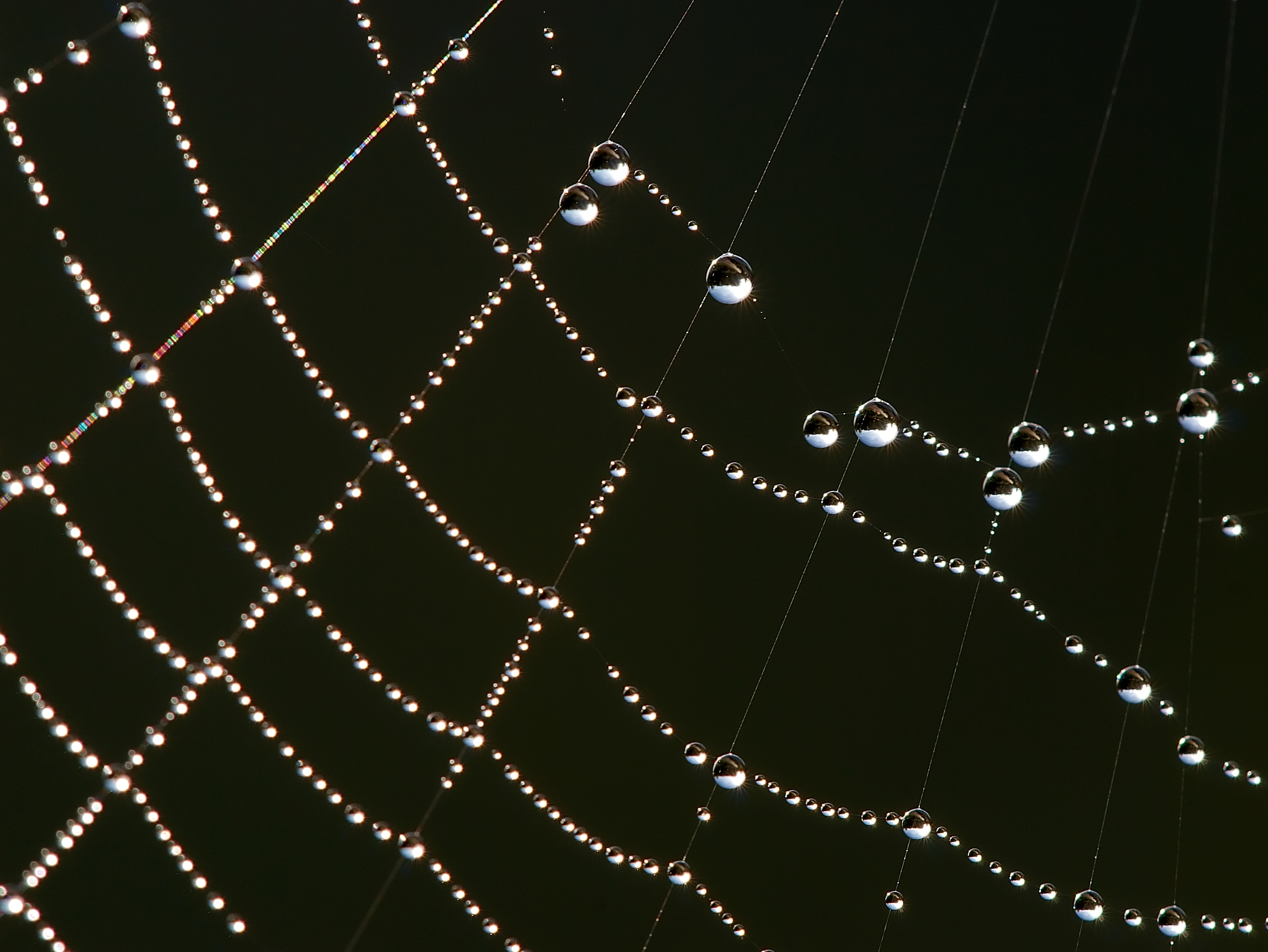
Daggdroppar som ansluter sig till ett spindelnät.

Vattens kapillärkraft jämfört med kvicksilver.

Vatten är en kemisk förening med den kemiska formeln H2O. En vattenmolekyl består sålunda av två väteatomer i kovalent bindning till en syreatom. Inom kärnkraftsindustrin kallas vanligt vatten lättvatten för att skilja det från tungt och halvtungt vatten. Vatten förekommer på jorden i alla de tre vanliga aggregationstillstånden: vattenånga och moln i himlen, havsvatten och isberg i polarhaven, glaciärer och floder i bergen, och vätska i akviferen i marken.
De viktigaste kemiska och fysikaliska egenskaperna hos vatten är:
- Vatten är en lukt- och smaklös vätska i standardtryck och -temperatur. Is och vattens färg har i sig självt en mycket svagt blå färgton, även om vattnet verkar färglöst i små mängder. Is verkar också färglöst, och vattenånga är i huvudsak osynlig som gas.[11]
- Vatten är transparent och således kan vattenväxter leva i vattnet eftersom solljuset kan nå dem. Bara starka ultravioletta strålar blir obetydligt absorberade.
- Då vattenmolekylen inte är linjär och syreatomen har en högre elektronegativitet än väteatomer har syreatomen något större negativ laddning, medan väteatomerna är något positiva. Som ett resultat av detta är vatten en polär molekyl med ett elektriskt dipolmoment. Nätväxelverkan mellan dipolerna på varje molekyl kan orsaka en effektiv skineffekt på vattnets yta med andra substanser, eller luft vid ytan, den senare har gett upphov till vattnets höga ytspänning. Ytspänningen är temperaturberoende och minskar vid högre temperatur (se figur). Varmvatten väter bättre än kallvatten. Vattnets dipolära natur bidrar till vattenmolekylens tendens att forma vätebindningar, vilka bidrar till vattnets speciella egenskaper.[12] Den polära naturen favoriserar även adhesion till andra material.
- Varje vätekärna är bunden till den centrala syreatomen genom ett elektronpar som delas mellan dem. Kemister kallar det delade elektronparet för en kovalent kemisk bindning. I H2O används bara två av de sex elektronerna på det yttre skalet av syreatomen till det här syftet, vilket lämnar fyra elektroner organiserade i två obundna par. De fyra elektronparen som omger syret tenderar arrangera sig själva så långt bort från varandra som möjligt för att minimera bortstötningarna mellan dessa negativt laddade skaror. Det leder normalt till en tetraedrisk geometri i vilken vinkeln mellan elektronparen (och därför H-O-H-bindningsvinkeln) är 109,5°. Då de två obundna paren orienterar sig närmare syreatomen, har dessa en starkare bortstötning mot de två kovalent bundna paren, som effektivt trycker de två väteatomerna närmare varandra. Det leder till en förvrängd tetraedrisk disposition där H-O-H-vinkeln är 104,5°.[13]
- Som ett resultat av samspelet mellan dessa egenskaper avser kapillärkraft vattnets tendens att röra sig uppför ett smalt rör mot gravitationskraften. Den egenskapen utnyttjar alla kärlväxter såsom träd.
- Vatten är ett bra lösningsmedel och kallas ofta ”det universella lösningsmedlet”. Ämnen som löser sig i vatten, exempelvis salter, sockerarter, syror, alkalimetaller och några gaser, speciellt syre och koldioxid, är kända som hydrofila ämnen, medan de som inte löser upp sig i vatten, exempelvis fetter och oljor, är kända som hydrofoba ämnen. Inom kemin anger en förkortning aq att ett ämne är löst i vatten, till exempel {\displaystyle \mathrm {NO} _{3}^{-}\mathrm {(aq)} }
- Alla större komponenter i celler, protein, DNA och polysackarider löser sig också i vatten.
- Rent vatten har en låg konduktivitet, vilken dock ökar påtagligt om man löser en liten mängd jonföreningar i vattnet, till exempel natriumklorid.
- Vattnets kokpunkt beror (likt alla andra vätskors) på lufttrycket. Exempelvis kokar vatten på Mount Everests topp vid 68 °C, jämfört med 100 °C vid havsytan. Omvänt kan vatten på stora djup i oceanerna, nära geotermiska ventiler, uppnå temperaturer på flera hundra grader och ändå förbli flytande.
- Vattnets volym expanderar ungefär 1650 gånger när det övergår från vätskefas till ångfas vid normalt tryck. (Vattenånga har specifik volym 1,694 m3/kg vid 1 bar.[14])
- Vatten har den näst högsta värmekapacitiviteten av alla kända ämnen, efter ammoniak, och också hög ångbildningsvärme (40,65 kJ·mol−1. Det är ett resultat av vätebindningarna mellan dess molekyler. Dessa två ovanliga egenskaper gör att vatten kan moderera jordens klimat genom att buffra stora temperaturskillnader.
- Vattnets maximala densitet uppnås vid 3,98 °C.[15] Vatten blir mindre tätt vid fryspunkten, och har då expanderat med 9 %. Det resulterar i ett ovanligt fenomen, nämligen att vattnets fasta form, is, flyter ovanpå vatten, vilket gör att varelser kan leva i en delvis fryst vattenkropp då vattnet på botten har en temperatur på runt 4 °C.

ADRmärkning för transporter av farligt gods som reagerar med vatten.

- Vatten är blandbart med många vätskor, såsom etanol, i alla proportioner vilket gör att det är en homogen vätska. Å andra sidan är vatten och de flesta oljor oblandbara, vilket gör att det vanligtvis skapas lager med en ökande densitet mot botten. Som gas är vattenångan blandbar med luften.
- Vatten bildar en azeotrop med många andra ämnen.
- Vatten kan genom elektrolys sönderdelas till väte och syre.
- Som en oxid av väte skapas vatten när väte eller väteinnehållande föreningar bränner eller reagerar med syre eller syreinnehållande föreningar. Vatten är inte ett bränsle, utan en slutprodukt av förbränningen av väte. Energin som krävs för att sönderdela vatten till väte och syre genom elektrolys är större än energin som släpps när väte och syre återförenas.[16]
- Ämnen som är mer elektropositiva än väte såsom litium, natrium, kalcium, kalium och cesium förskjuter väte från vattnet vilket skapar hydroxider och vätgas. Vätgas är lättantändlig, så när vatten reagerar med mer elektropositiva ämnen kan reaktionen bli våldsamt explosiv.

## Smak och lukt
Vatten kan lösa många olika ämnen, som ger vattnet olika smaker och lukter. Människor och djur har utvecklat smak- och luktsinnen som gör det möjligt för dem att utvärdera dricksvattnets drickbarhet och undvika vatten som är alltför salt eller smutsigt. Människor har en tendens att föredra kallt vatten före ljummet vatten då kallt vatten förmodligen innehåller färre mikroorganismer.[källa behövs] Smaken som annonseras på källvatten eller mineralvatten kommer från de mineraler som är upplösta i det. Rent vatten är emellertid smak- och luktlöst. Den annonserade renheten på käll- och mineralvatten åsyftar frånvaron av toxiner, föroreningar och mikrober.

## Etymologi
Ordet 'vatten' är ett urgemanskt arvord, från roten *wintru, som ytterst kan komma från den urindoeuropeiska roten *uendru. Från denna rot kan möjligen svenskans vinter ha kommit (kunde ha betytt "regntid"), engelskans water, wash med flera, tyskans Wasser, ryskans voda och vodka ("litet vatten"). Från den urindoeuropeiska avledningen *wed igenkänner man ord som grekiskans hydro (vatten) och hydra och svenskans utter (från urindoeuropeiska *udroz). Från den urindoeuropeiska roten *akwa- känner man igen latinets aqua, besläktat med svenskans å.
- Wiktionary har ett uppslag om vatten.

## Vattnets fördelning

### Vatten i universum
En stor del av universums vatten kan skapas som en biprodukt av stjärnbildning. När stjärnor föds ackompanjeras deras födsel av en stark utåtgående vind av gas och damm. När materialutflödet slutligen påverkar den omgivande gasen komprimeras chockvågorna som skapas och värmer gasen. Vattnet produceras snabbt i den varma, täta gasen.
Vatten har upptäckts i interstellära moln i vår galax, Vintergatan. Vatten existerar förmodligen i andra galaxer med, då dess komponenter, väte och syre, är bland de mest förekommande ämnena i universum. Interstellära moln kondenseras slutligen till nebulosor och solsystem såsom vårt.
Vattenånga finns i:
- Merkurius atmosfär: 3,4 %[23] (dock är atmosfären extremt tunn varför den totala mängden vattenånga är liten)
- Venus atmosfär: 0,002 %
- Jordens atmosfär: ~0,55 % i övre atmosfären, vanligtvis 1–4 % vid ytan
- Mars atmosfär: 0,03 %
- Jupiters atmosfär: 0,0004 %
- Enceladus atmosfär: 91 ±3 %[24] (atmosfären är dock extremt tunn)
- Exoplaneterna HD 189733 b[25] och HD 209458 b:s atmosfärer.[26]

Flytande vatten finns i:
- Jorden - 71 % av ytan
- Månen – små mängder vatten påvisades 2008 inne i vulkaniska glaspärlor som togs från månen till jorden av Apollo 15-teamet 1971.[27][28]

Vissa bevis talar för att flytande vatten finns precis under ytan på Saturnus måne Enceladus och på Jupiters måne Europa, där det kan finnas en 100 km djup ocean som täcker hela månen vilket skulle bli mer vatten än i alla jordens oceaner.[källa behövs]
Vattenis finns i:
- Jorden - huvudsakligen som inlandsisar
- Polarisar på Mars
- Månen
- Titan
- Europa
- Saturnus ringar[31]
- Enceladus
- Pluto och Charon[31]
- Kometer

Vattenis kan finnas på Ceres och Tethys.

### Vatten och beboeliga områden
Det flytande vattnets existens, och i mindre grad dess gas- och fasta former är på jorden vitala för allt jordens liv. Jorden ligger i solsystemets beboeliga zon. Om den var något närmare eller längre bort från solen (runt 5 % eller runt 8 miljoner kilometer) skulle förhållandena som gör att alla tre formerna kan existera vara betydligt mindre gynnsamma.
Jordens gravitation gör att den har en atmosfär. Vattenånga och koldioxid i atmosfären möjliggör tillsammans med ozonskiktet växthuseffekten, som hjälper att bibehålla en relativt stadig yttemperatur. Om jordens massa hade varit mindre skulle en tunnare atmosfär leda till stora temperaturskillnader mellan ekvatorn och polerna varpå vatten bara skulle existera i form av is vid polerna som på planeten Mars.
Yttemperaturen på jorden har hållit sig relativt stadig genom de geologiska perioderna trots olika nivåer av inkommande solstrålning (solinstrålning). Det kan indikera att en dynamisk process styr jordens temperatur via en kombination av växthusgaser och den atmosfäriska albedons yta. Teorin är känd som gaiateorin.
Vattnets tillstånd på en planet beror på omgivningens tryck, som bestäms av planetens gravitation. Om en planet är tillräckligt stor kan vattnet på den vara fast även vid höga temperaturer, på grund av det höga trycket som orsakas av gravitationen.
Det finns olika teorier om vattnets ursprung på jorden.

### Vatten på jorden

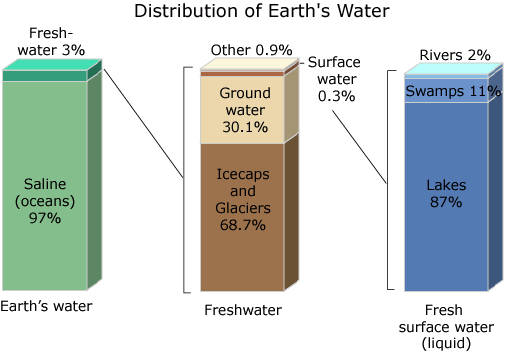
En grafisk fördelning av vattens placering på jorden.

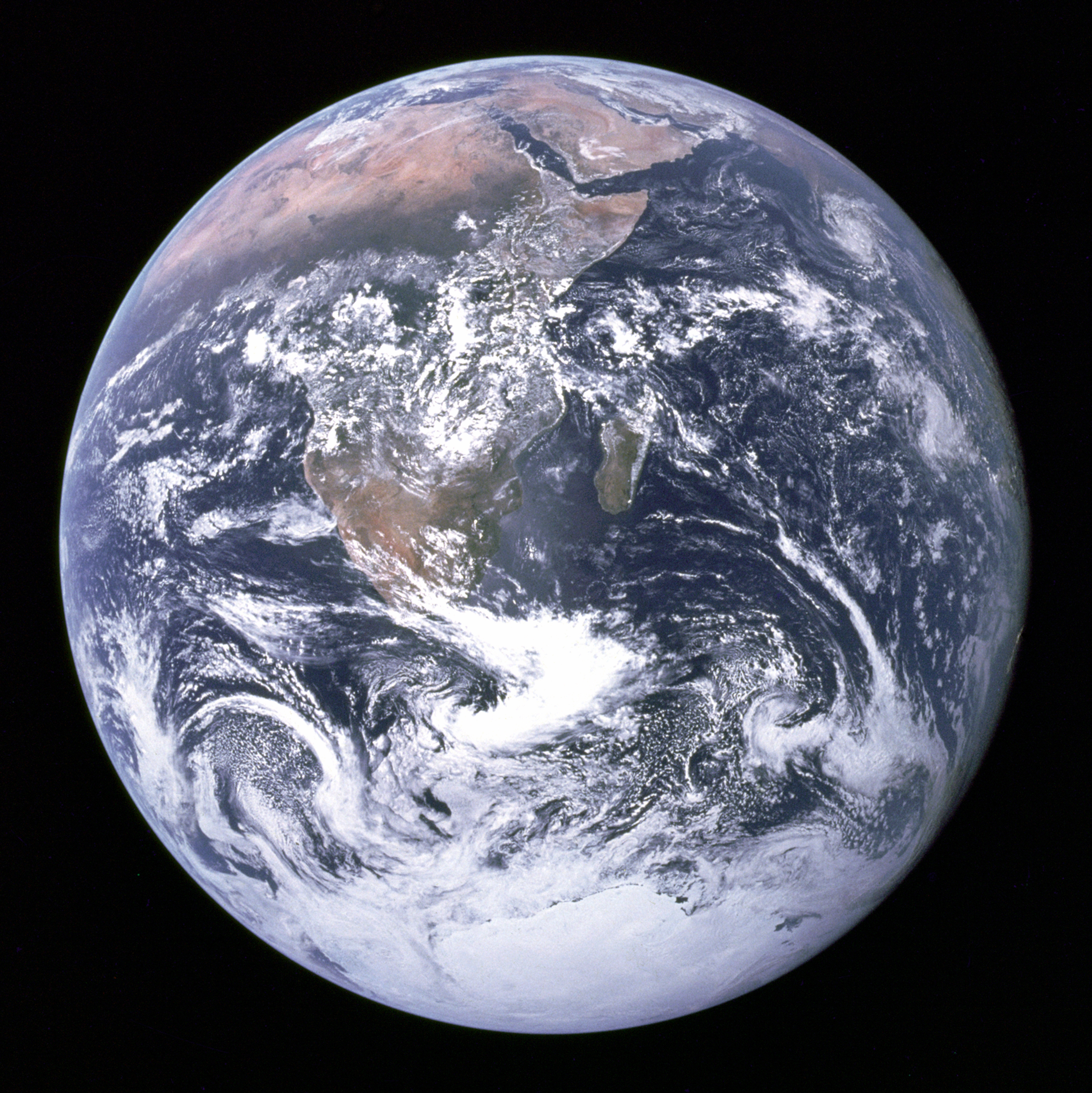
Vatten täcker 71 % av jordens yta. Oceanerna innehåller 97,2 % av jordens vatten. Antarktis isar, som innehåller 70 % av all jordens färskvatten, syns längst ned. Kondenserat atmosfäriskt vatten kan ses som moln, vilka är en del av jordens albedo.

Läran om vattens rörelse, fördelning och kvalitet på jorden kallas hydrologi. Läran om vattnets fördelning kallas hydrografi. Läran om grundvattnets rörelse kallas hydrogeologi, läran om glaciärer heter glaciologi, om inlandsvatten limnologi, samt om fördelningen av oceaner oceanografi. Ekologiska processer med hydrologi studeras inom ekohydrologin.
Vattnets kollektiva massa ovan, under och på en planets yta kallas hydrosfären. Jordens ungefärliga vattenvolym, världens totala vattenmängd, är 1 360 000 000 km3. Grundvatten och färskvatten är användbara, eller potentiellt användbara, för människor som vattenresurser. Flytande vatten finns i vattensamlingar såsom oceaner, hav, sjöar, floder, strömmar, kanaler och dammar. Majoriteten av världens vatten är havsvatten. Vatten finns även i atmosfären i fast, flytande och gasform. Det finns även grundvatten i akviferer.
Vatten är viktigt i många geologiska processer. Grundvatten är allestädes närvarande i jordskorpan, och trycket på detta grundvattnet påverkar förkastningsmönster. Vatten i manteln är ansvarigt för smältandet som skapar vulkaner på subduktionszoner. På jordens yta är vatten viktigt i både kemiska och fysikaliska vittringsprocesser. Vatten och – till en mindre men fortfarande märkbar grad – is är även ansvariga för en stor mängd sedimentförflyttning som sker på jordens yta. Avlagring av förflyttat sediment formar många sorters sedimentära bergarter, som skapar det geologiska registrerandet av jordens historia.
Under vissa ljusförhållanden kan regn ge upphov till en regnbåge.

#### Jordens vatten ur ett astronomiskt perspektiv
Endast i det yttre planetsystemet, där jätteplaneterna nu finns, var temperaturen och tätheten i solnebulosan lämplig för att planeterna skulle få stora mängder vatten. Allt vatten samlades dock inte i dessa jätteplaneter, utan många mindre kroppar rika på is bildades också (se Kuiperbältet). Jordens vatten har möjligtvis delvis ett ursprung från dessa små kroppar, och har tillförts jorden i form av nedslag av kometer.
Det har stor betydelse för livet på jorden att vatten finns i fast och flytande form och som gas. Jordens massa, som den största av stenplaneterna i det inre planetsystemet, är här av stor betydelse.  Jordens massa ger ett tyngdkraftsfält som är tillräckligt starkt för att hålla kvar en atmosfär, vilket är förutsättningen för en jämn yttemperatur.
Även avståndet mellan jorden och solen är lagom för att vatten ska kunna förekomma i flytande form. Om jorden skulle ligga längre bort från solen skulle den vara kallare och allt vatten skulle vara is. Om jorden låg närmare solen skulle dess högre yttemperatur förhindra isbildningen vid polerna eller orsaka att vatten bara existerade som ånga. I det förra fallet skulle oceanernas låga albedo göra att jorden absorberade mer energi från solen. I båda fallen skulle jorden bli lika ogästvänlig som planeten Venus. (Se även antropiska principen.)

#### Vattnets kretslopp

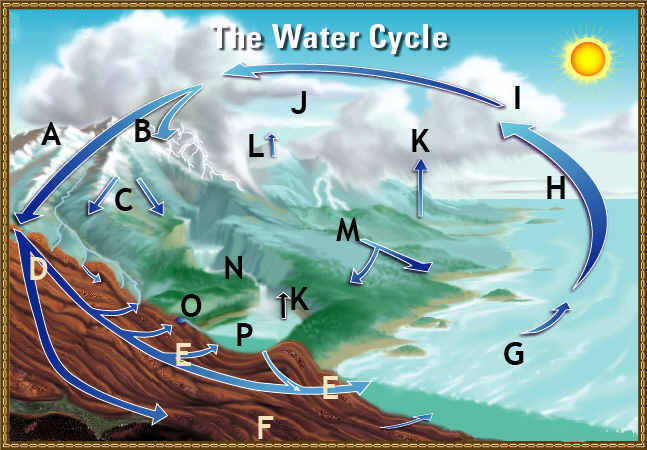
A: Vattenlagringar i is och snö. B: Nederbörd. C: Smält snö rinner ner till strömmar. D: Infiltration.
E: Grundvattensutsläpp. F: Grundvattenslagring.
G: Vattenlagring i oceaner. H: Avdunstning. I: Kondensering.
J: Vattenlagring i atmosfären. K: Evapotranspiration
L: Sublimering M: Ytavrinning. N: Strömflöde. O: Källa.
P: Färskvattenslagring.

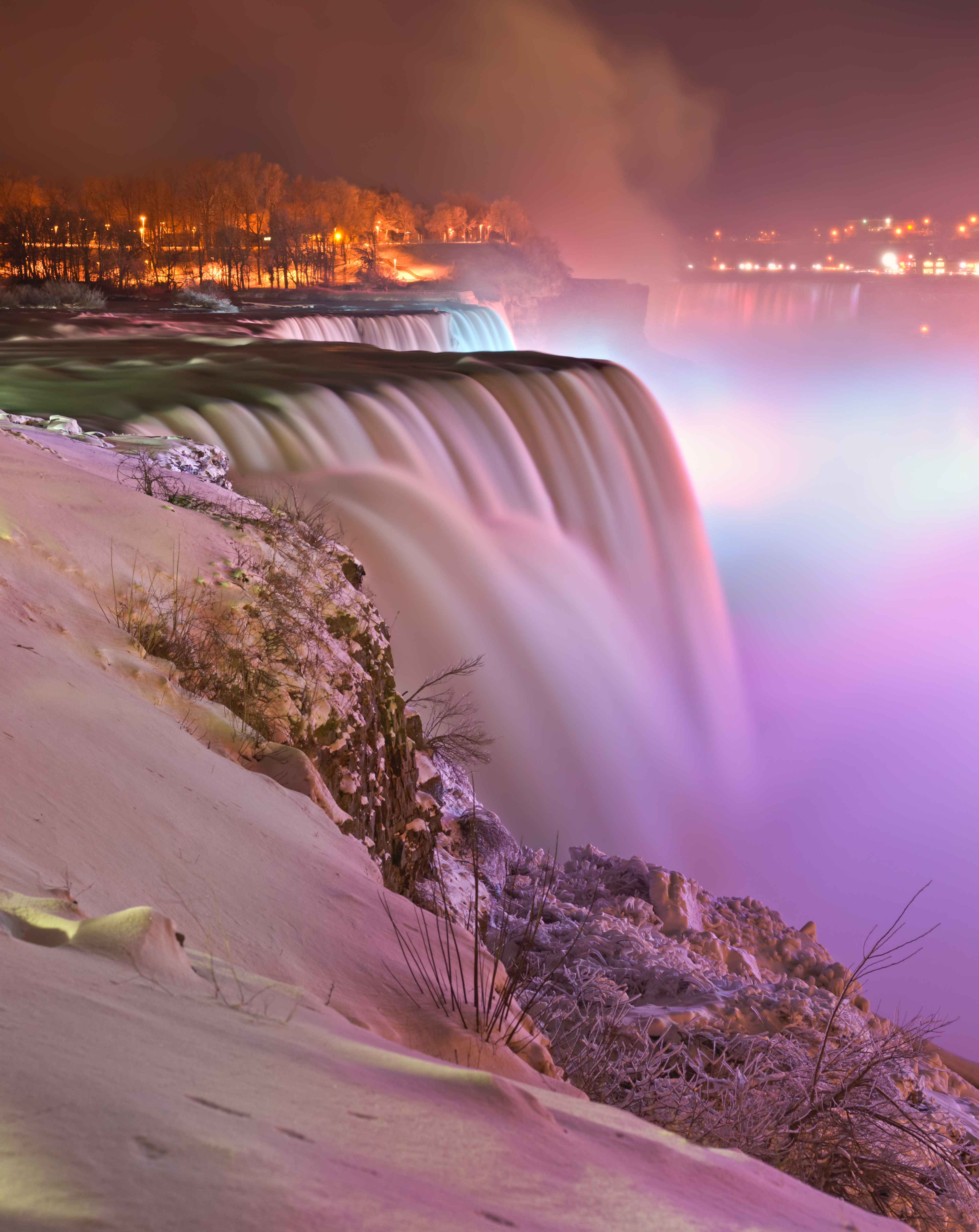
Niagarafallen

Vattnet cirkulerar i ett ständigt utbyte mellan atmosfär, markvatten, dagvatten, grundvatten och växter. Alla områden som vattnet rör sig i kallas tillsammans för hydrosfären.
Följande processer överför vatten mellan olika regioner: 
- avdunstning från oceaner och andra vattensamlingar till luften och transpiration från landväxter och djur till luften.
- nederbörd, från vattenånga som kondenseras från luften och som faller till marken eller havet.
- ytavrinning från marken som vanligtvis når havet.

Den största delen av den vattenånga som befinner sig ovanför oceanerna återvänder till dessa, men vindar bär vattenånga över marken till samma grad som ytavrinning till havet, runt 10 biljoner ton om året. Ovan land bidrar avdunstning och transpiration med ytterligare 71 biljoner ton per år. Nederbörd, med 107 biljoner ton per år, har flera olika former: oftast regn, snö och hagel, samt i mindre mängder från dimma och dagg. Kondenserat vatten i luften kan även bryta solstrålar för att bilda regnbågar.
Ytavrinning ansamlas i avrinningsområden som flyter till ned i floder. En matematisk modell som används för att simulera vatten eller strömflöden och räkna ut parametrar på vattenkvalitet kallas på engelska hydrological transport model, fritt översatt "hydrologisk transportmodell". En del av vattnet används för konstbevattning i jordbruket. Floder och hav gör det möjligt att resa och handla. Genom erosion formar ytavrinningen omgivningen och skapar dalar och floddeltan som ger bördig jord och jämnt underlag för att etablera befolkningscentra. En översvämning inträffar när ett landområde som ofta ligger lågt täcks med vatten, när en flod översvämmar dess flodbankar eller översvämningar från havet. Torka är en förlängd period i månader eller år när en region får vattenbrist. Det inträffar när en region under en längre period får under genomsnittet i nederbörd.

#### Sötvattenslagring
En del avrinningsvatten blir i perioder kvar, exempelvis i sjöar. På hög höjd, under vintern, och långt i norr och syd, samlas snö i isar, snötäcken och glaciärer. Vatten infiltrerar även marken och går in i akviferer. Grundvattnet flyter senare tillbaka till ytan i vattenkällor, eller mer spektakulärt i heta källor och gejsrar. Grundvatten extraheras även artificiellt i brunnar. Vattenförvaringen är viktig, eftersom rent, färskt vatten är nödvändigt för människor och annat landbaserat liv. I många delar av världen finns det ont om färskvatten.

#### Havsvatten
Havsvatten innehåller 3,51 % salt i genomsnitt, och mindre mängder av andra substanser. De fysikaliska egenskaperna hos havsvatten skiljer sig från färskvatten i några viktiga aspekter. Det fryser vid en lägre temperatur (runt −1,9 °C) och dess densitet ökar med minskande temperatur ner till fryspunkten, istället för att nå maximal densitet vid en temperatur ovan fryspunkten (3,9 °C). Salthalten i de större havens vatten varierar från nästan sötvatten i norra Östersjön till 4 % i Röda havet.

#### Tidvatten
Tidvatten är det cykliska stigandet och fallandet av jordens oceanytor som orsakas av tidvattenkrafter från månen och solen. Tidvatten orsakar förändringar i marina och estuarierelaterade vattensamlingars djup och orsakar oscillerande strömmar kända som tidvattensströmmar. Förändringarna i tidvattnet på en given plats är resultatet av månens och solens förändrade positioner i förhållande till jorden tillsammans med effekterna av jordens rotation och den lokala batymetrin. Havsstränder som hamnar under vatten vid högvatten och som åter kommer fram vid ebb, i tidvattenszonen, är en viktig ekologisk miljö som tidvattnet skapat.

## Vattnets biologiska roll

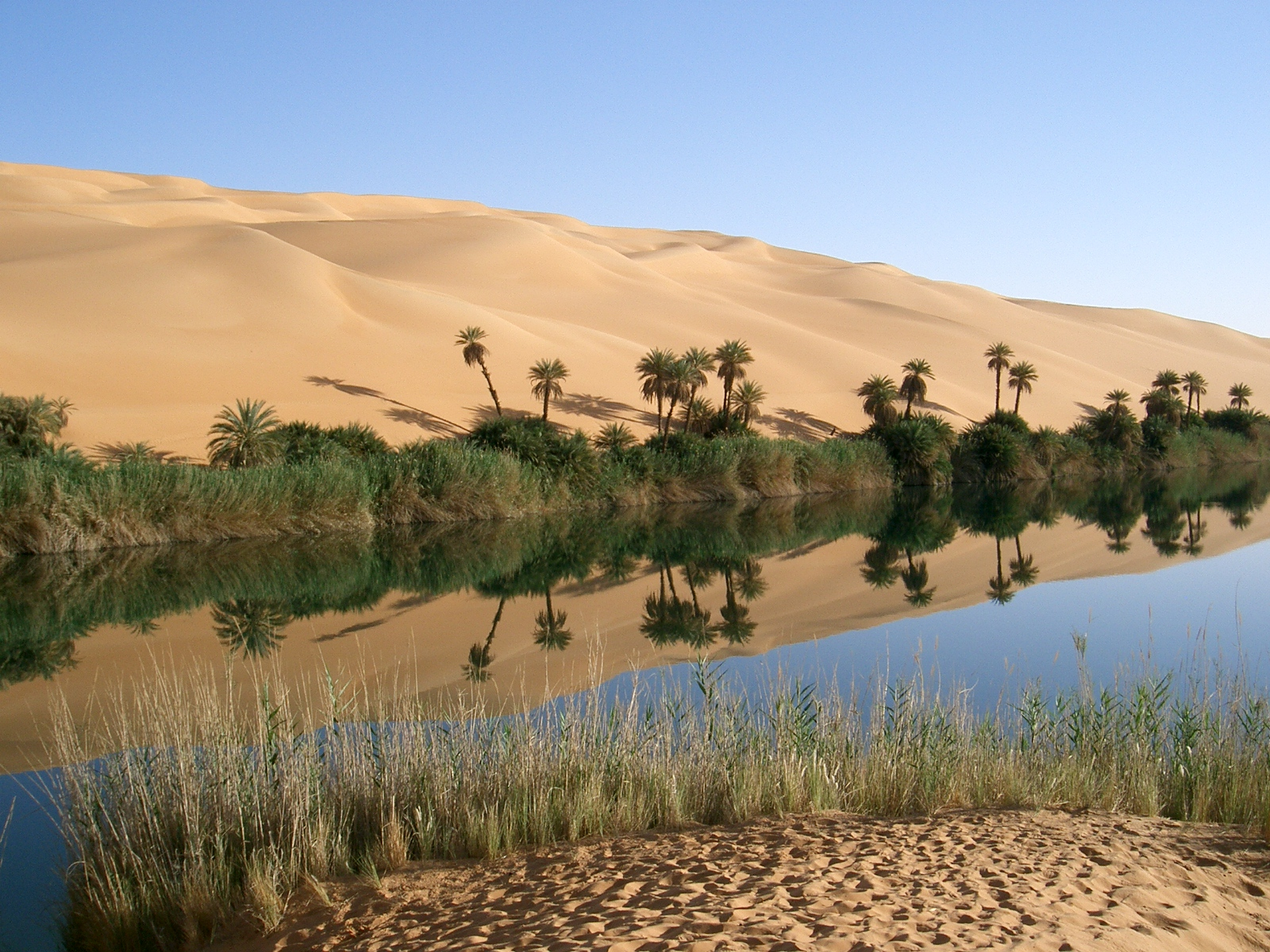
En oas är en isolerad vattenkälla med vegetation i öknen.

Översikt över fotosyntesen och cellandningen. Vatten (till höger), tillsammans med koldioxid (CO_{2}), bildar syre och organiska föreningar (till vänster) som kan respireras till vatten och koldioxid.

Från en biologisk synvinkel har vatten många speciella egenskaper som är nödvändiga för liv som särskiljer det från andra ämnen. Exempelvis tillåter vatten kolföreningar att reagera på sätt som gör reproducering möjligt, löser lätt andra ämnen och har hög ytspänning. Alla kända former av liv är beroende av vatten. Vatten är vitalt både som ett lösningsmedel i vilka många av kroppens ämnen löser sig och är en essentiell del av många metaboliska processer i kroppen. Metabolism är summan av anabolism och katabolism. I anabolism tas vatten bort från molekyler (genom energi som kräver kemiska enzymreaktioner) för att odla större molekyler (såsom stärkelse, triglycerider och proteiner för lagring av bränslen och information). I katabolism används vatten för att bryta band för att generera mindre molekyler (såsom glukos, fettsyror och aminosyror att använda som bränslen för energi eller andra syften). Vatten är essentiellt och centralt i dessa metaboliska processer. Dessa metaboliska processer skulle utan vatten inte kunna fungera.
Vatten är även centralt i fotosyntesen och cellandningen. Fotosyntetiska celler använder solens energi för att skilja vattnets väte från syre. Väte kombineras med koldioxid (absorberas från luft eller vatten) för att bilda glukos, varvid syre frigörs. Alla levande celler använder sådana bränslen och oxiderar vätet och kolet som innehåller fångad solenergi och ombildar vatten och koldioxid i processen (cellandning).

Diagram som visar förhållandet mellan tryck och temperatur för vatten. Notera att bilden ej är skalenlig; trippelpunkten uppnås vid 273,16 K : 611,66 Pa (0,01 °C : 0,006 atm).

Vatten är även centralt för syrabaserad neutralitet och enzymfunktioner. En syra, en vätejondonator (H+, som är en proton) kan neutraliseras av en bas, en protonacceptor såsom hydroxidjoner (OH−) och bilda vatten. Vatten anses vara neutralt, med ett pH på 7. Vattenlösningar av syror har pH-värden under 7 medan de med baser har värden över 7.

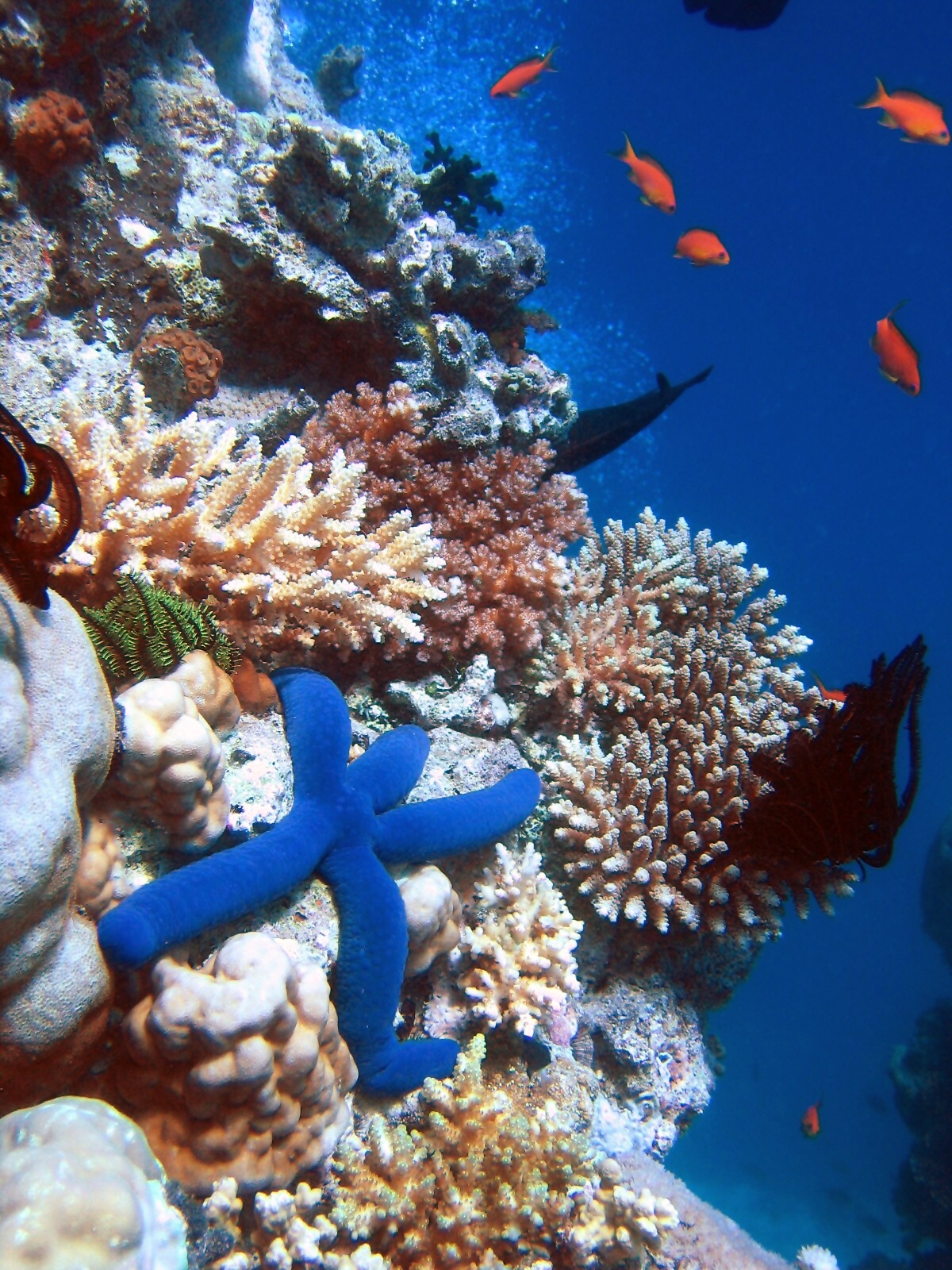
En del av ett korallrevs biodiversitet.

Magsyra (HCl) används i matspjälkningen. Dess frätande effekter på matstrupen under återinflödet kan temporärt neutraliseras av intagandet av en bas såsom aluminiumhydroxid för att bilda de neutrala molekylerna vatten och saltet aluminiumklorid.
Exempelvis innehåller en escherichia coli-cell 70 procent vatten, människokroppen 55–60 procent (kvinnor respektive män), växter upp till 90 procent och en färdigbildad manet utgörs av 94–98 procent vatten.
Hydrofoba ämnen, som till exempel oljor, passar inte ihop med vatten. Detta, tillsammans med vattnets ytspänning, utnyttjas i cellernas membran, som består av lipider och proteiner, för att styra kemiska processer. Vattnets ytspänning gör små vattendroppar stabila vilket är avgörande för växternas transpiration.
Livet på jorden har utvecklats med och anpassat sig till vattnets egenskaper. Lika överraskande som vattnets egenskaper kan tyckas vara är livets förmåga att anpassa sig till de ibland mycket extrema miljöer som vattnet ger upphov till. Djur och växter som endast lever i vatten kallas akvatiska.

### Akvatiska livsformer

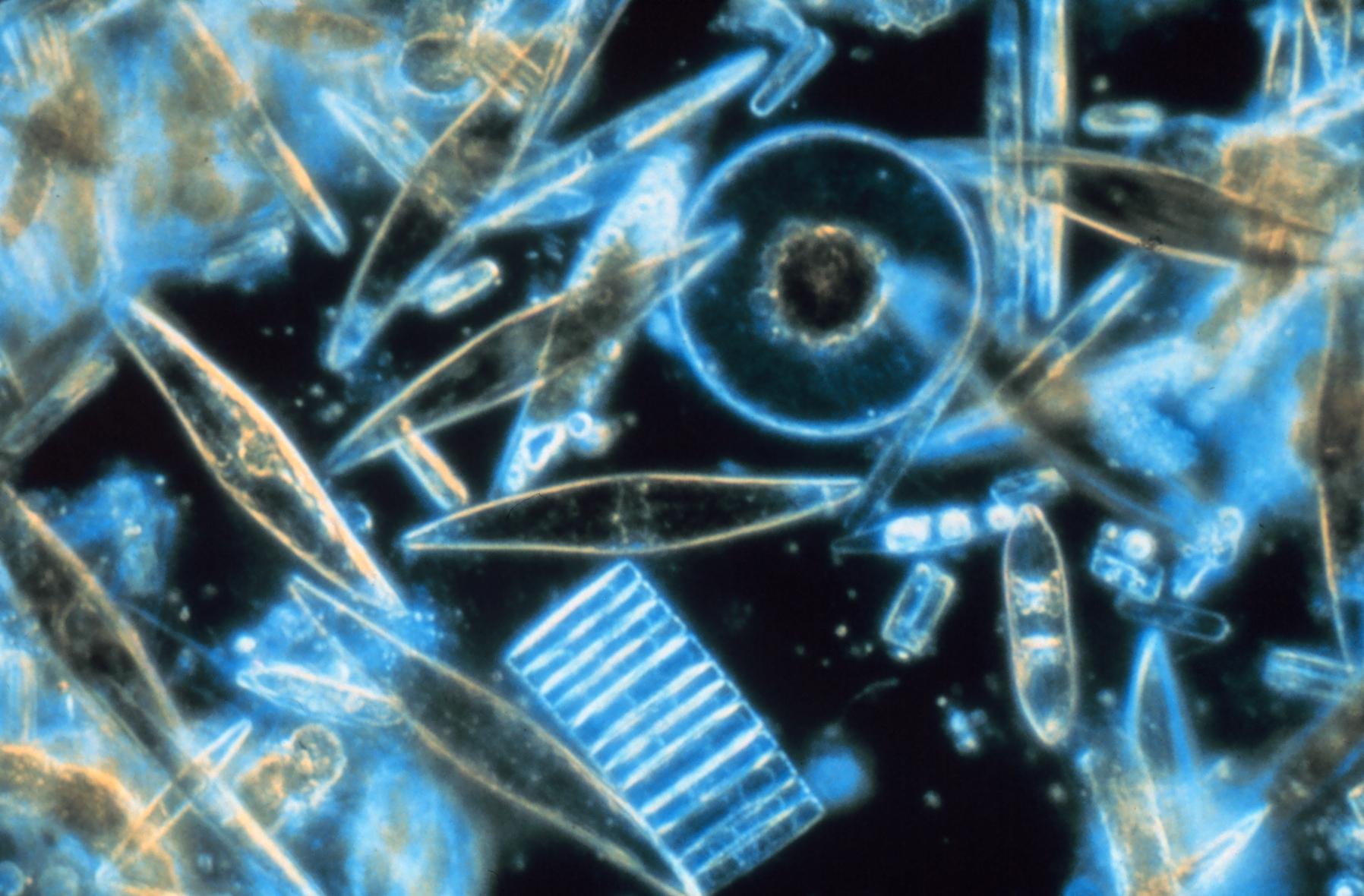
Några marina kiselalger – en viktig fytoplanktongrupp.

Jordens vatten är fyllda av liv. De tidigaste livsformerna uppkom i vattnet. Nästan alla fiskar lever uteslutande i vatten, och det finns många sorters marina däggdjur, såsom delfiner och valar som också lever i vatten. Några sorters djur, såsom amfibier, tillbringar delar av sina liv i vatten och delar på land. Växter såsom kelp och alger växer i vattnet och är bas för några viktiga undervattenbaserade ekosystem. Plankton är basen i oceaners näringskedjor.
Akvatiska djur måste få syrgas för att överleva, och det sker på olika sätt. Fiskar har gälar istället för lungor, även om några fiskarter, såsom lungfiskar, har både och. Marina däggdjur, såsom delfiner, valar, uttrar och sälar har lungor och behöver därför gå upp till ytan emellanåt för att andas. Mindre livsformer kan absorbera syre genom skinnet.

## Vatten och människan

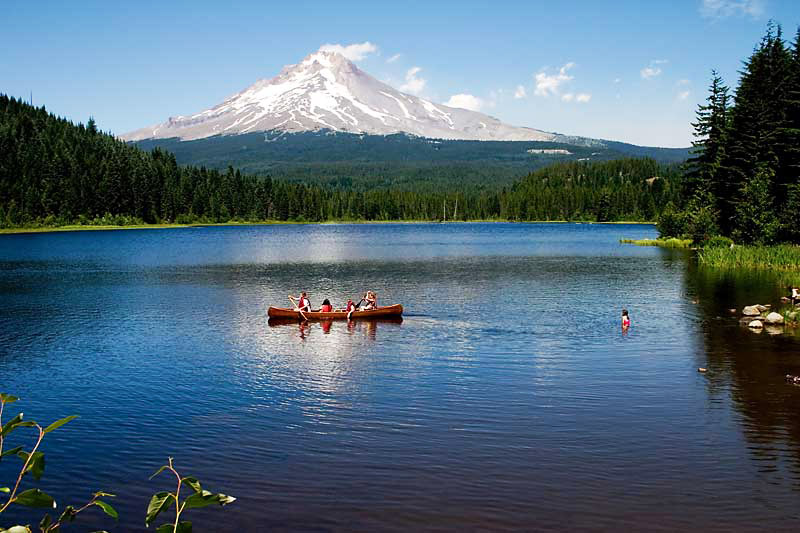
Trillium Lake i Oregon, USA.

Civilisationen har historiskt sett blomstrat runt floder och större vattensamlingar; Mesopotamien, som kallats "civilisationens vagga", låg mellan de två större floderna Tigris och Eufrat. Det egyptiska antika samhället var helt beroende av Nilen. 

Stora metropoler som Rotterdam, London, Montréal, Paris, New York, Buenos Aires, Shanghai, Tokyo, Chicago och Hongkong har sin framgång i den nära tillgången till vatten och den av det resulterande handelsexpansionen. Öar med säkra vattenhamnar, som Singapore, har blomstrat av samma anledning. Ställen där vattentillgången är knappare, som Nordafrika och Mellanöstern, är tillgången till rent dricksvatten en viktig faktor för utvecklingen.
Alla former av liv på jorden är beroende av vatten. Vatten har en viktig roll i kroppens metabolism. Stora mängder vatten går åt till matspjälkningen. Vissa bakterier och växter kan dock inta anabiotiska tillstånd under mycket långa perioder då de helt torkar ut för att sedan leva upp igen när vatten åter finns att tillgå.
Till skillnad från många andra djur har människan låg tolerans mot uttorkning. Redan tio procents vätskebrist kan vara livshotande. Kamelen och dromedaren tål upp till 30 procents uttorkning, björndjur (phylum Tardigrada, knappt millimeterstora organismer) tål i ännu högre grad uttorkning.

Det kan även vara farligt att dricka för mycket vatten. En överkonsumtion av vatten kan leda till hyponatremi.
All inlagring av energi i musklerna sker med vatten. 1 gram kolhydrat, eller glykogen, lagras med 2,7 gram vatten, som sedan frigörs då energin förbrukas.
| Mindre städer                                  | 300–500 liter per invånare och dygn                                                                  |
| Större städer med industrier, simbassänger etc | 400–600 liter per person och dygn                                                                    |
| Hushåll                                        | 50-100 liter per person och dygn                                                                     |
| Bevattning                                     | 10 liter per m² motsvarar 10 mm regn. Bevattning är den mest vattenförbrukande verksamheten av alla. |
| Fossilt eldade ångkraftverk                    | 100–120 m3/MWh                                                                                       |
| Kärnkraftverk                                  | 140–160 m3/MWh. För kylning, havsvatten går bra, vattnet pumpas tillbaka.                            |
| Mejeri                                         | 4–6 m3/m3 mjölk                                                                                      |
| Bryggeri                                       | 5–20 m3/m3 öl                                                                                        |
| Framställning av papper                        | 100–125 m3/ton papper                                                                                |
| Framställning av betong                        | 125–150 liter/m3 betong                                                                              |

### Hälsa och förorening

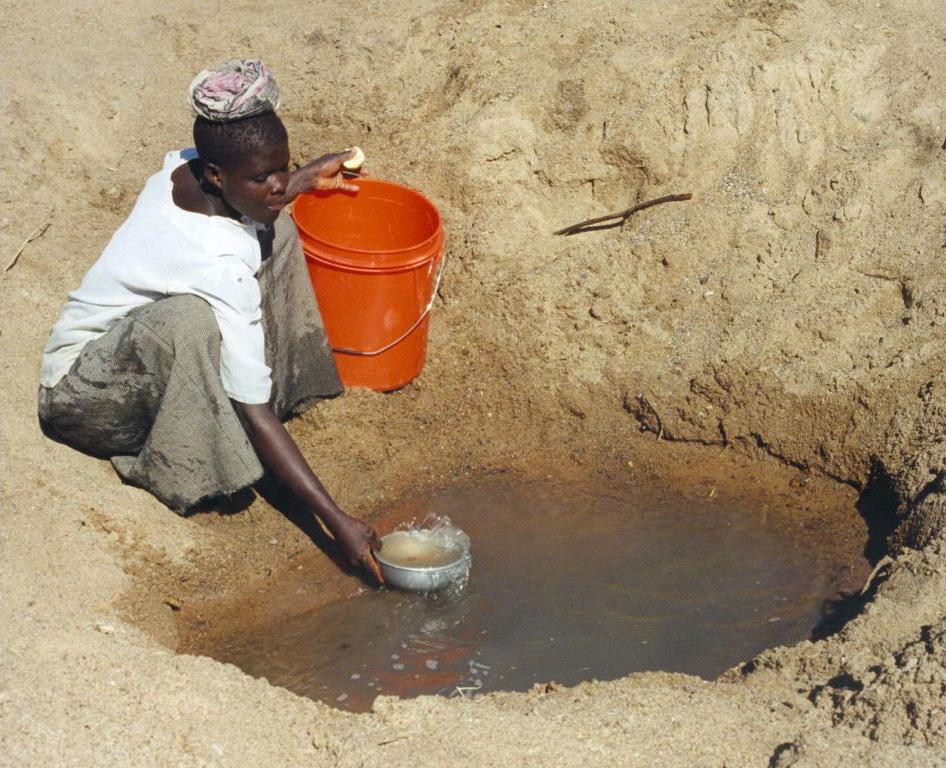
Vatten hämtas ur ett hål från en uttorkad flod i Tanzania. Det är alltid förorenat.

Vatten som är lämpligt för mänsklig konsumtion kallas dricksvatten. Vatten som inte är drickbart kan bli det genom filtrering eller destillering, eller genom andra metoder (kemiska metoder eller värmebehandling som dödar bakterier). Emellanåt används termen "säkert vatten" för att beskriva dricksvatten med lägre kvalitetströskel (det vill säga, som kan användas av människor som har sämre tillgång till vattenreningsprocesser, och som gör mer nytta än skada). Vatten som inte är lämpligt för förtäring men som inte är direkt skadligt för människor för simning eller bad kallas emellanåt också säkert vatten, eller "badsäkert". Klor är ett hud- och slemhinneirriterande ämne som vanligtvis används för att göra vatten bad- och drickssäkert. Dess användning övervakas ofta av statliga förordningar. Vanligtvis används 1 del per miljon för dricksvatten, och 1–2 delar per miljon för badvatten.
Förekomsten av vatten som naturresurs är knapp i vissa områden på vår planet, och dess tillgänglighet blir då av stor social och ekonomisk angelägenhet. För närvarande dricker ungefär en miljard människor regelbundet ohälsosamt vatten. De flesta länder accepterade målet att halvera mängden personer över hela världen som inte har tillgång till säkert vatten och rening under G8-mötet 2003 till 2015. Även om det svåra målet skulle uppnås, kommer det fortfarande att finnas drygt en halv miljard människor utan tillgång till säkert dricksvatten och över en miljard utan tillgång till adekvat rening. Dålig vattenkvalitet och dålig rening är dödlig; ungefär fem miljoner dödsfall om året orsakas av förorenat dricksvatten. WHO uppskattar att säkert vatten skulle förebygga 1,4 miljoner barndödsfall från diarré varje år.
I utvecklingsländerna går fortfarande 90 procent av allt avloppsvatten obehandlat ut i floder och andra vattendrag. Runt 50 länder, med drygt en tredjedel av världens befolkning, har ont om vatten, vissa av dessa i hög grad, och 17 av dessa länder använder mer vatten årligen än vad som kommer tillbaka genom vattnets naturliga kretslopp. Belastningen påverkar inte bara ytliga färskvattentäkter som floder och sjöar, utan bryter också ner grundvattensresurserna.
Organiska mikroföroreningar är föroreningar som förekommer i den akvatiska miljön i låga halter, ofta i mikro- eller nanogram per liter. Utsläpp från reningsverk benämns ofta som en källa till förekomsten av dessa ämnen. Organiska mikroföroreningar kan delas upp i olika kategorier baserat på deras ursprung. Till exempel läkemedelsrester, rester från hygien- och kosmetikaprodukter (bland andra mikroplaster), pesticider, flamskyddsmedel (bland andra perfluorerade alkylsyror PFAS) och industrikemikalier.
Förekomsten av organiska mikroföroreningar i den akvatiska miljön kan få olika betydelse beroende på ämnesspecifika egenskaper, i vilken koncentration ämnet förekommer och vilken organism som exponeras för vattnet. För olika typer av vatten finns etablerade toleransnivåer eller gränsvärden för olika ämnen och vilka koncentrationer av dessa som kan accepteras som säkra i miljön eller i dricksvatten.

### Vatten som strategisk och ekonomisk tillgång

Andel av människorna i utvecklingsländer som hade tillgång till säkert dricksvatten 1970–2000 – en sammanställning av flera olika undersökningar.

Dricksvattentillgång är framför allt ett problem i torra och fattiga områden, men även i rikare och regnigare områden. I sistnämnda områden kan problemet lösas till höga kostnader. Bolmentunneln, en 82 km lång tunnel byggdes för att säkra Skånes tillgång till bra vatten. I Saudiarabien och Arabemiraten avsaltas havsvatten till dricksvatten, en mycket energikrävande och kostsam process.
Samtidigt har andelen människor med tillgång till vatten kraftigt ökat under 1900-talet och i industriländer finns ingen reell vattenbrist, vilken antyder att vattenproblemet framför allt är en fråga om ekonomi. En FN-rapport fastslog att det "finns tillräckligt med vatten för alla".
Generellt kan man säga att Amerika (speciellt Sydamerika) har mer dricksvatten per invånare än Eurasien. För specifika regioner gäller exempelvis:
- Asien har 60 procent av världens befolkning och 36 procent av världens vattentillgångar.
- Europa har 13 procent av världens befolkning och 8 procent av världens vattentillgångar.
- Afrika har 13 procent av världens befolkning och 11 procent av världens vattentillgångar.
- Nordamerika har 8 procent av världens befolkning och 15 procent av världens vattentillgångar.
- Sydamerika har 6 procent av världens befolkning och 26 procent av världens vattentillgångar.

Även inom turistindustrin är vatten en utomordentlig viktig tillgång , inte bara som vatten utan även som snö och is. En stor andel av turistresorna går till orter vid hav och sjöar eller till skidorter. I många kustländer och öriken utgör turismen en viktig inkomstkälla. Värdet på fritidsbostäder är betydligt högre om bostaden är sjö- eller havsnära.

### Vatten i katastrofer

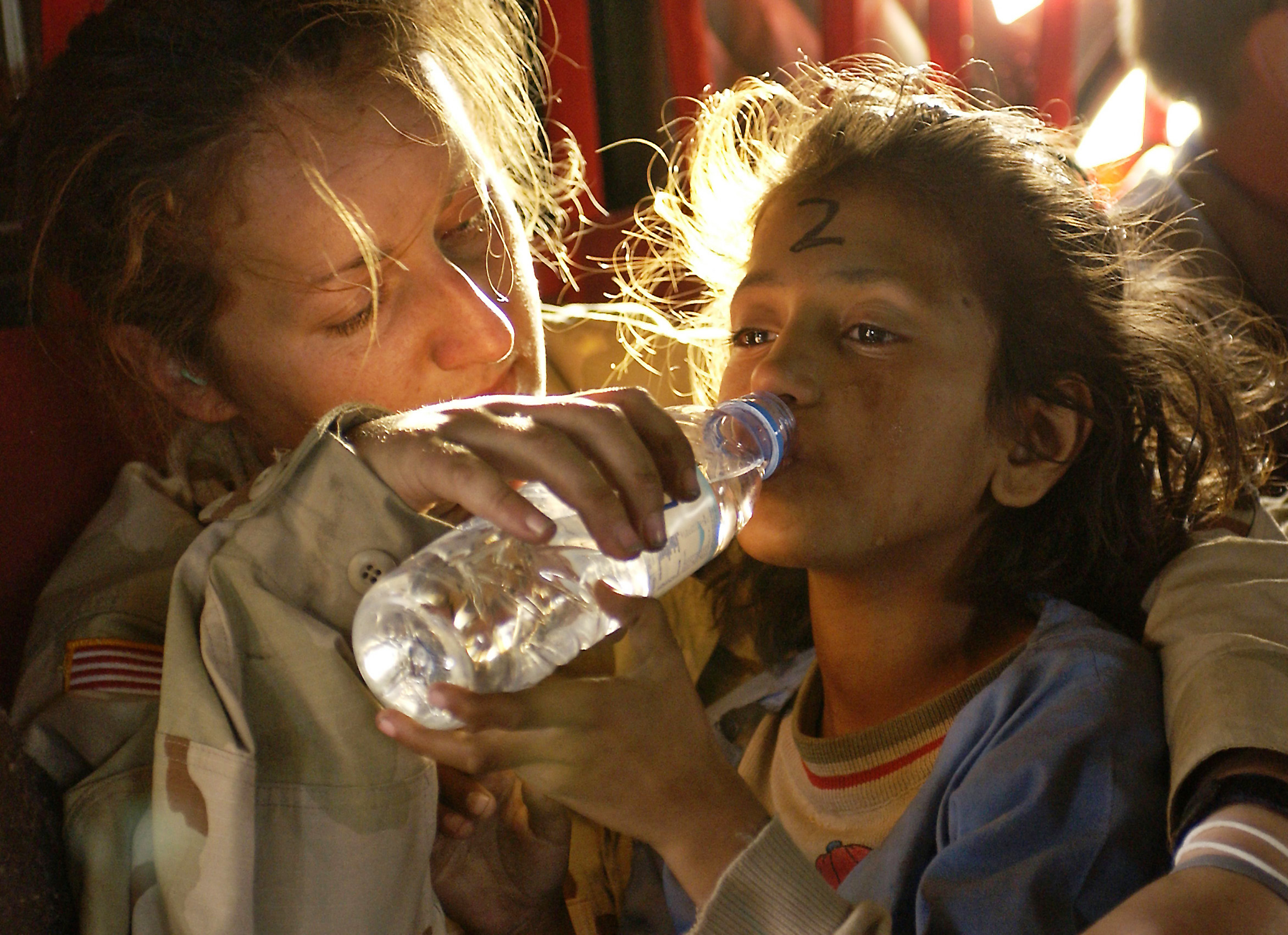
Sgt. Kornelia Rachwal från USA:s armé ger en ung pakistansk flicka vatten medan de flygs från Muzaffarabad till Islamabad, Pakistan, den 19 oktober, i efterföljderna av Jordbävningen i Kashmir 2005.

Vatten orsakar också många människors död, i flodvågor och översvämningar. Då vatten väller fram i stora mängder kan det krossa allt i sin väg och spola bort även grundfasta hus. Flodvågor och översvämningar orsakas ofta av orkaner, jordbävning, eller i mindre skala av våldsamma skyfall.
Jordskred är en annan typ av naturkatastrof som ofta uppstår genom att sluttande lager av lera eller annan finkornig jordart mättats med vatten och därefter genomgått en drastisk minskning av sin stabilitet. Jordskred kan även utlösas då sluttande mark fått sin växtlighet borttagen, så att växternas rötter inte längre förmår ”armera” jorden.
Poröst och vittrat berg kan utsättas för frostsprängning vintertid, så att stenblock lossnar och faller ner på vägar och hus.
Varje år sker många dödsolyckor vid laviner. Även hela byar har krossats och begravts vid sådana katastrofer vid ogynnsam väderlek som utlöst en lavin.
Vidare dör många genom drunkning, vilket naturligtvis inte är att räkna som en naturkatastrof. Vid båt- och fartygshaverier drunknar ofta människor; människor faller överbord; andra drunknar under bad och simning.
Av de 10 naturkatastroferna med flest antal döda spelade vatten en stor roll i 7 av dem.

### Mänskliga användningsområden

#### Jordbruk

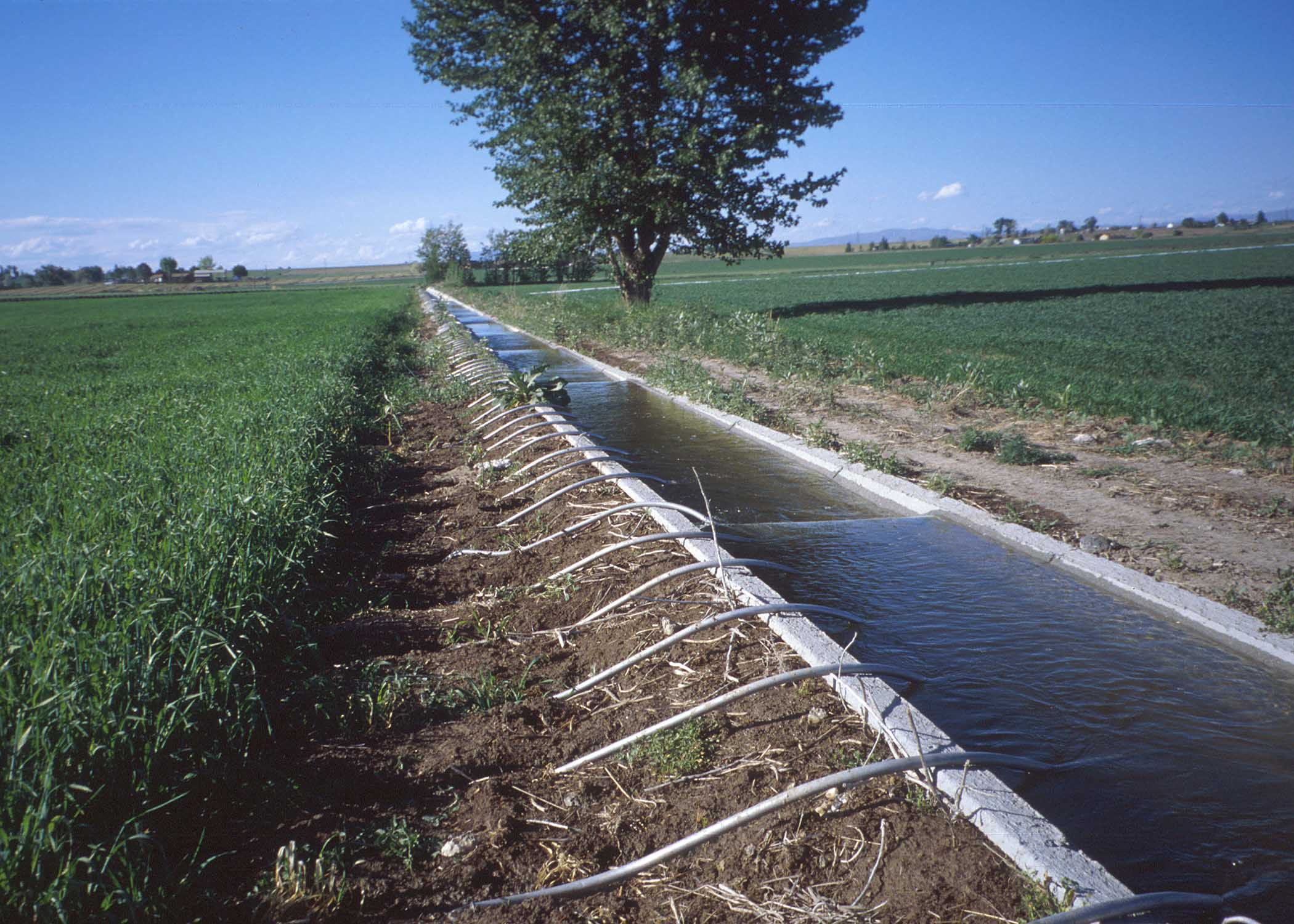
Konstbevattning av odling.

Jordbrukets viktigaste användningsområde för vatten är konstbevattning som är viktigt för att producera tillräckligt med mat. Konstbevattning upptar 90 procent av det använda vattnet i flera utvecklingsländer och en stor del även i mer ekonomiskt utvecklade länder (USA, 30 procent av färskvattenanvändandet är konstbevattning).

#### Vatten som en vetenskaplig standard
Den 7 april 1795 definierades 1 gram i Frankrike att vara samma som ”den absoluta vikten av en volym av rent vatten till samma mängd som en kub av en hundradels meter, och till temperaturen av smältande is.” För praktiska syften krävdes dock en metallisk referensstandard som var tusen gånger tyngre, det vill säga kilogramet. Ansträngningar gjordes därför att precist bestämma massan av en liter vatten. Trots den förordade definitionen av gramspecificerat vatten vid 0 °C – en väldigt reproducerbar temperatur – valde vetenskapsmännen att omdefiniera standarden och att göra mätningarna vid den temperatur då vatten har högst densitet, det vill säga 4 °C.
Internationella måttenhetssystemets Kelvinskala är baserad på vattnets trippelpunkt, definierat som exakt 273,16 K eller 0,01 °C. Skalan är en mer exakt utveckling av Celsius-skalan, som ursprungligen definierades enligt vattnets kokpunkt (100 °C) och smältpunkt (0 °C).
Naturligt vatten består huvudsakligen av isotoperna väte-1 och syre-16, men det finns även små mängder av tyngre isotoper såsom väte-2 (deuterium) och väte-3 (tritium). Mängden deuteriumoxid eller tungt vatten är väldigt liten, men påverkar ändå vattnets egenskaper. Vatten från floder och sjöar tenderar innehålla mindre deuterium än havsvatten. Därför är standardvatten definierat enligt Vienna Standard Mean Ocean Water-specifikationen.

#### Dricksvatten

Vattenkvalitet: Del av befolkningen som använder förbättrade vattenkällor efter land.

Människokroppen består till mellan 55 och 78 procent av vatten, beroende på kroppsstorleken. För att fungera ordentligt behöver kroppen tillföras mellan en och sju liter vatten per dag för att undvika uttorkning (dehydrering). Den exakta mängden beror på hur aktiv man är, temperatur, luftfuktighet och andra faktorer. Mängden vatten i kroppen styrs av osmoregleringen.
Den största delen vatten får man i sig genom mat och dryck. Det går inte exakt att fastställa hur mycket vatten en välmående person behöver, även om en vanlig uppskattning är att sex till sju glas (runt 2 liter) dagligen är minimum för att hydreringen skall fungera ordentligt. Medicinska skrifter förespråkar en mindre mängd, vanligtvis 1 liter vatten för en genomsnittlig man, oräknat extra behov beroende på vätskeförlust vid varmt väder eller träning.
För den som har friska njurar är det svårt att dricka för mycket vatten, men speciellt i varmt fuktigt väder och vid träning är det farligt att dricka för lite. Personer kan dricka betydligt mer vatten än vad som behövs under träning vilket i förlängningen ger en viss risk för vattenförgiftning, som kan vara dödligt. Rekommendationen att en person borde dricka åtta glas vatten om dagen saknar vetenskapligt stöd.

Farosymbol för Inget dricksvatten.

En äldre rekommendation för vattenintag, från 1945 av "Food and Nutrition Board" av United States National Research Council säger: "An ordinary standard for diverse persons is 1 milliliter for each calorie of food. Most of this quantity is contained in prepared foods." (Fritt översatt: En vanlig standard för olika personer är en milliliter vatten för varje kalori mat. Den största delen av detta kommer från tillagad mat.) De senaste dietiska referenserna för intag av vatten av dem är allmänt rekommenderat (inklusive från mat): 2,7 liter vatten för kvinnor och 3,7 liter för män. Speciellt gravida och ammande kvinnor behöver mer vätska för att inte bli dehydrerade. Enligt Institute of Medicine - som rekommenderar att kvinnor i genomsnitt får i sig 2,2 liter och män 3 liter, rekommenderas det vara 2,4 liter för gravida kvinnor och 3 liter för ammande kvinnor då en speciellt stor mängd vätska förloras under amning. Noterbart är att normalt sett kommer runt 20 procent av vattenintaget från mat, medan resten kommer från att dricka vatten och drycker. Vatten lämnar kroppen på flera sätt; genom urin och avföring, svettning, och utandning av vattenånga när man andas. Med fysisk ansträngning och värmeexponering ökar vätskeförlusten och det dagliga behovet av vätskeintag ökar.
Människor behöver relativt rent vatten. Vanliga orenheter är bland annat metallsalter och oxider (däribland koppar, järn, kalcium och bly) och/eller skadliga bakterier såsom Vibrio. Några lösningar är accepterade och till och med önskade för att förhöja smaken och tillföra kroppen behövda elektrolyter.
Den enskilt största färskvattenkällan som innehåller drickbart vatten är Bajkalsjön i Sibirien, som har väldigt låg salt- och kalciumhalt och därför är väldigt ren.

#### Hygien
Vattnets förmåga att göra solvatiseringar och emulsioner används vid tvättning. Många industriella processer använder reaktioner där i vatten upplösta kemikalier används, suspension av fasta ämnen i vattenslam eller att använda vatten för att lösa upp och extrahera ämnen.

#### Kemiska användningsområden
Vatten används ofta i kemiska reaktioner som ett lösningsmedel eller reaktant och mer sällan som löst ämne eller katalysator. I oorganiska reaktioner är vatten ett vanligt lösningsmedel, som löser upp många jonföreningar. I organiska reaktioner är vatten mindre vanligt som reagerande lösningsmedel, då det inte löser reaktanterna så bra och är amfolytiskt och nukleofilt. Icke desto mindre är dessa egenskaper emellanåt önskvärda. Likväl har en ökning av Diels–Alderreaktioner av vatten observerats. Superkritisk vätska har nyligen blivit ett ämne att forska i. Syremättat superkritiskt vatten förbränner organiska föroreningar effektivt.

#### Som en värmeutbytesvätska
Vatten och ånga används som medel för värmeutbyte i olika värmeutbytessystem, på grund av tillgängligheten och den höga värmekapaciteten, både för nedkylning och upphettning. Kallt vatten kan även vara naturligt tillgängligt från en sjö eller från havet. Att kondensera ånga är ett speciellt effektivt upphettningssystem på grund av den höga värmen vid förångning. En nackdel är att vatten och ånga är relativt frätande. I nästan alla elektriska kraftverk används vatten för nedkylning, vilket förångar och driver ångturbiner. I USA är nedkylande kraftverk ett stort användningsområde för vatten.
Inom kärnkraftsindustrin används vatten som moderator. I en tryckvattenreaktor är vatten både nedkylare och moderator. Det ger ett passivt säkerhetsmått, eftersom borttagning av vatten från reaktorn även saktar ner kärnreaktionen.

### Vatten som konstnärlig inspiration
Människan har sannolikt alltid haft en stark dragning till vatten. För att ha god tillgång på dricksvatten, vatten till matlagning och rengöring, och för att få tag i fisk, har det varit bekvämt att bo nära vatten. Floder, sjöar och hav har dessutom erbjudit människan ett bekvämt sätt att transportera både sig själv och sina tillhörigheter.
Poeter har i alla tider skrivit och besjungit vatten, såväl källor, bäckar, sjöar och hav som regn, dimma, moln och regnbågar; konstnärer har målat vatten; musiker har komponerat med vatten som inspiration. I nutid är det dessutom exklusivt att bo strandnära, för att det är rofyllt att se ut över vatten och vågors spel.[källa behövs]

### Färg på vatten
Rent vatten ser färglöst ut i små mängder. Att havet ser blått ut har framförallt två orsaker, som bidrar i olika mån beroende på omständigheterna.  Den ena faktorn är reflekterat ljus från en blå himmel.  Den andra faktorn är vattnets egen färg, som är svagt blå.  En liten mängd vatten ser färglös ut, men tittar man genom många meter vatten syns den blå färgen. Den blå färgen hos vattnet beror på att rött ljus absorberas av vibrationer i vattenmolekylerna, till skillnad från de flesta andra färger vi ser som beror ljusets växelverkan med elektroners excitation. I tropikerna där vattnet är klart syns vattnets färg speciellt tydligt på sandstränder där vattnet är grunt och sanden är vit. Anledningen till att havsvatten kan ha andra färger är att vattnet inte är rent eller att det är bemängt med plankton. Den grönbruna färg som havet har i till exempel Nordatlanten beror på att alger ger vattnet denna nyans.

## Vatten i kulturen

### Religion

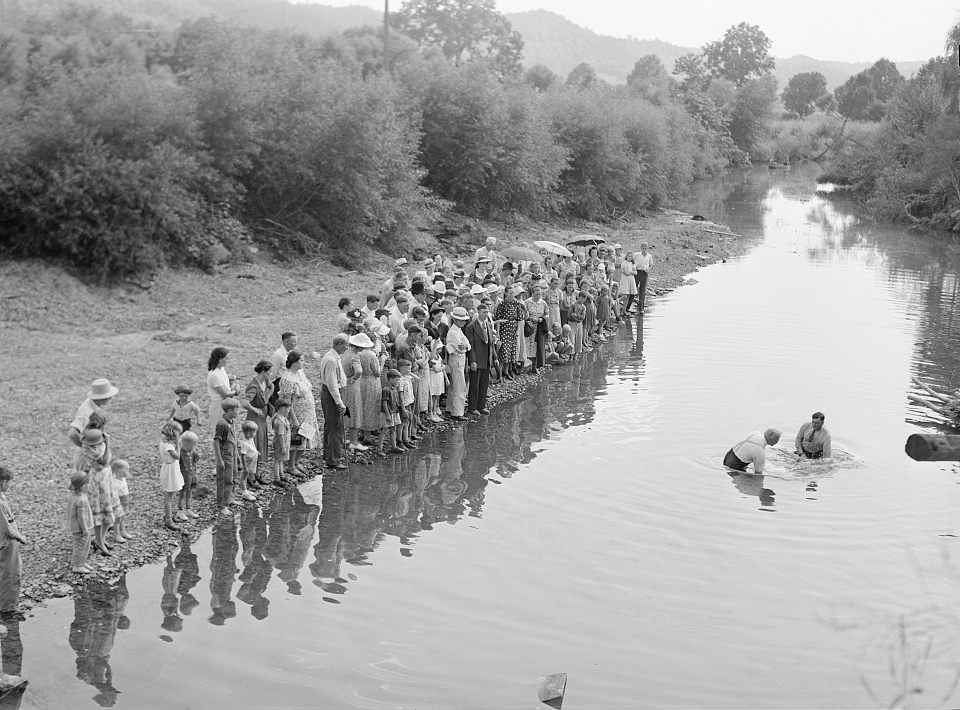
Medlemmar av en baptistkyrka från Kentucky i USA döps i augusti 1940.

Flera skapelsemyter låter själva skapelsen föregås av ett världshav, en "urocean", däribland den bibliska i Moseboken. Även syndaflod är ett i många föreställningar återkommande tema.
Vatten anses vara en renare i de flesta religioner. Större religioner som innehåller rituell tvagning är bland andra kristendom, hinduism, rastafari, islam, shinto, daoism och judendom. Nedsänkning av en person i vatten är ett centralt sakrament i kristendomen (där det kallas dop). Det är det även i fler religioner, däribland judendomen (mikvah) och sikhismen (Amrit Sanskar). Dessutom förekommer rituella bad i rent vatten för de döda i flera religioner, till exempel i judendomen och islam.
I islam görs de fem dagliga bönerna i många fall efter att ha tvättat delar av kroppen med rent vatten (wudu). I shinto används vatten i nästan alla ritualer för att rengöra en person eller ett område (exempelvis i ritualen misogi). Vatten omnämns 442 gånger i Bibeln i New International Version och 363 gånger i King James Bible. I Andra Petrusbrevets tredje kapitel vers 5 (2 Peter 3:5) står det "De bortser från att det för länge sedan fanns himlar och en jord som hade uppstått ur vatten och genom vatten i kraft av Guds ord."

### Filosofi
Den antike grekiske filosofen Empedokles menade att vatten är ett av de fyra klassiska elementen tillsammans med eld, jord och luft, och ansåg det vara universums grundämne. Vatten ansågs vara kallt och fuktigt. Inom humoralpatologin associerades vatten med flegma. Vatten var också ett av de fem elementen inom kinesisk filosofi, tillsammans med jord, eld, trä och metall.
Vatten är även använt som en förebild i vissa delar av traditionell och populär asiatisk filosofi. James Legges översättning av Tao Te Ching från 1891 fastslår att ”Den högsta förträffligheten är liksom vatten. Vattnets förträfflighet visar sig i att det gynnar alla ting, och att det intar, utan att sträva (efter motsatsen), den låga ställning som alla människor ogillar. Därför är dess väg nära Tao”, och ”Det finns ingenting i världen mjukare och svagare än vatten, och ändå, när det kommer till att attackera saker som är fasta och starka finns det inget som kan överträffa det – för det finns inget (så verkningsfullt) som kan ersätta [vattnet]."